# Armillaria duplicata
Armillaria duplicata là một loài nấm trong họ Physalacriaceae. Loài này phân bố ở Asia.